# Audouins meeuw

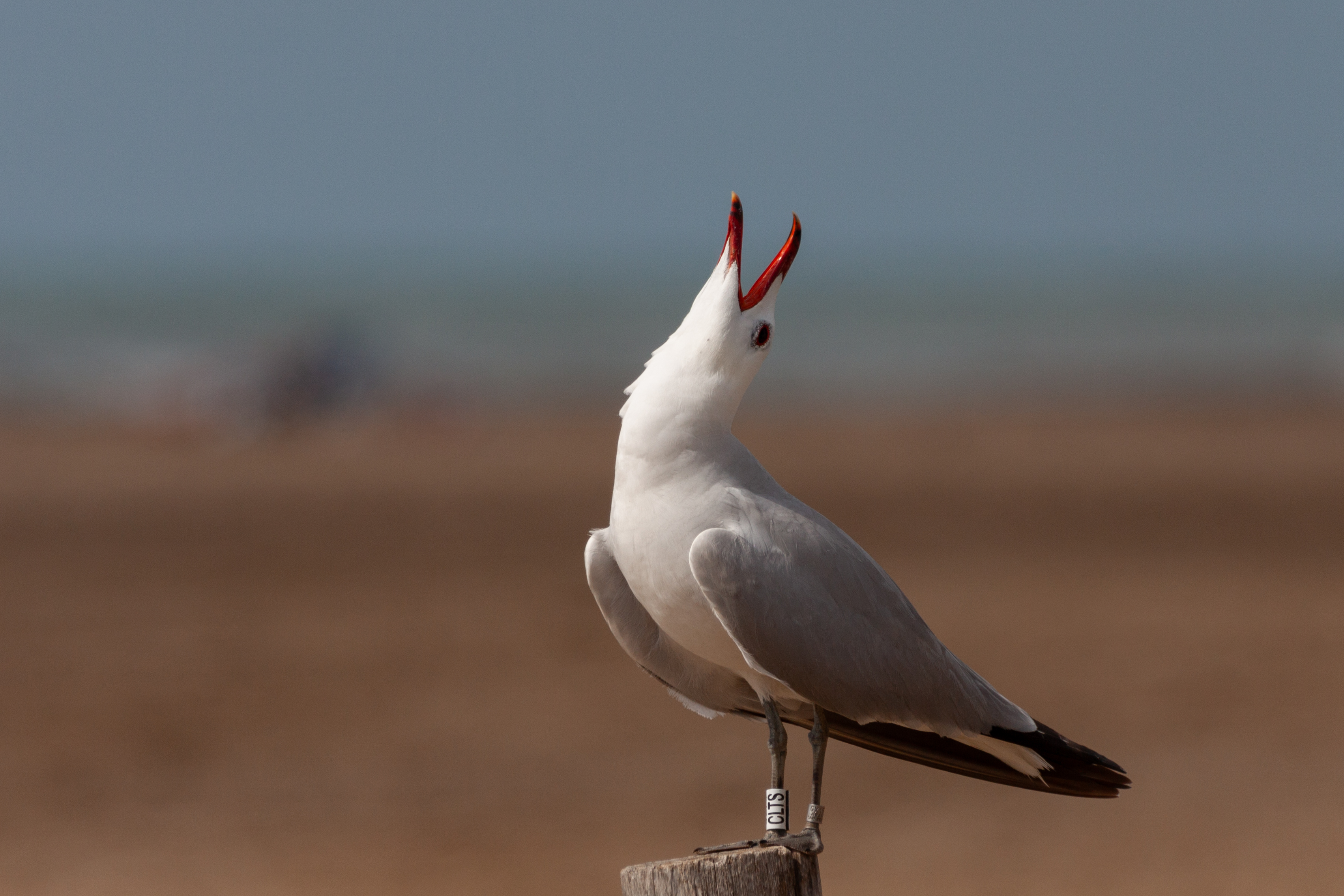

Audouins meeuw (Ichthyaetus audouinii synoniem: Larus audouinii) is een vogel uit de familie van de meeuwen (Laridae). Deze meeuw is genoemd naar de Franse natuuronderzoeker Jean Victor Audouin. Tot voor kort werd de soort bij het geslacht Larus ingedeeld, maar aan de hand van onderzoek aan mitochondriaal DNA is gebleken dat dit niet correct is.

## Kenmerken
Een adulte Audouins meeuw in zomerkleed heeft een witte buik, borst en kop, zilvergrijze bovendelen, een zwarte staart met witte spikkels, grijsgroene poten en een helderrode snavel met een zwarte band en gele punt. Juveniele vogels hebben donkergebandeerde dekveren, donkergrijze poten en een witte vlek op de bovenstaart in de vorm van een u.

## Voortplanting
Audouins meeuwen broeden op kleine rotsachtige eilanden met veel zon en weinig vegetatie. Het nest, een kuiltje tussen de stenen, is bekleed met gras, zeewier en veren. In april of mei worden 3 eieren gelegd, die olijfkleurig tot lichtbruin zijn met donkere vlekken. De eieren worden in 26-33 dagen uitgebroed en de jongen verlaten het nest direct. Na vijf tot zes weken kunnen ze vliegen.

## Leefwijze
Audouins meeuwen eten vooral vissen, die in de vlucht of door een duik in het water worden gevangen. Ze eten weinig afval, in tegenstelling tot andere soorten meeuwen, en eten naast vis ook sommige soorten waterdieren.

## Verspreiding en leefgebied
Deze soort komt voor op een beperkt aantal plaatsen in het Middellandse Zeegebied. Sommige vogels trekken in de winter naar de Atlantische kusten van Marokko tot Senegal, andere zijn standvogels. Een groot deel van de populatie broedt op de Khafarinas-eilanden bij Marokko. In Nederland is deze soort een dwaalgast met slechts drie bevestigde waarnemingen.

## Status
De grootte van de populatie wordt geschat 33.000-46.000 volwassen individuen. Tot 2018 stond de vogel als niet bedreigd op de Rode Lijst van de IUCN, maar omdat er de laatste jaren sprake is van een sterke afname is de status in 2020 veranderd in kwetsbaar.

## Gelijkende soorten
In juveniel kleed:
- Geelpootmeeuw
- Zilvermeeuw
- Kleine mantelmeeuw

In adult kleed:
- Dunbekmeeuw